# Myway
Myway és una pel·lícula catalana del 2008 dirigida per Josep Antoni Salgot i Vila. El seu director l'ha qualificat de "drama intimista amb tocs de thriller" sobre la incomunicació i la solitud de les relacions humanes. Ha estat rodada en català.

## Sinopsi
Marco és un gàngster de Castelldefels que es dedica al petit narcotràfic, però vol deixar-ho i portar una vida normal al costat de i portar una vida normal al costat de la seva esposa Tes, la seva filla Carla i el seu germà Paco. Però, després de la mort de la seva mare Dolors, descobreix que el seu pare Albert, amb qui no parla des de fa anys, pateix un principi de la malaltia d'Alzheimer. Marco decideix acollir-lo a casa seva, cosa que provoca l'enrariment de l'ambient familiar i complicacions amb la seva antiga feina, i tot plegat farà que els esdeveniments es precipitin.

## Repartiment
- Ariel Casas - Marco
- Silvia Marsó - Tes
- Susana Fawaz - Carla
- Jaume García Arija - Paco
- Asunción Balaguer - Dolors
- Joan Dalmau - Albert
- Jordi Sánchez - Rafa

## Banda sonora
La banda sonora fou composta per Joan Miquel Oliver, guitarrista del grup Antònia Font, i també hi participen Dolo Beltrán, de Pastora, i Jaume Sisa, qui hi canta un versió del My way de Paul Anka.

## Premis i nominacions
| Any  | Esdeveniment      | Categoria                             | Nominat                                                       | Resultat |
| ---- | ----------------- | ------------------------------------- | ------------------------------------------------------------- | -------- |
| 2009 | Premis Gaudí 2009 | Millor pel·lícula en llengua catalana | Myway                                                         | Nominada |
| 2009 | Premis Gaudí 2009 | Millor guió                           | Ángeles Diemant-Hartz, Josep Antoni Salgot i Vila i Luis Vega | Nominada |
| 2009 | Premis Gaudí 2009 | Millor música original                | Joan Miquel Oliver                                            | Nominat  |